# Paratrichocladius veronicae
Paratrichocladius veronicae är en tvåvingeart som beskrevs av Rossaro 1991. Paratrichocladius veronicae ingår i släktet Paratrichocladius och familjen fjädermyggor.
Artens utbredningsområde är Italien. Inga underarter finns listade i Catalogue of Life.